# Богатырь (Запорожская область)
Богатырь (укр. Богатир; до 1945 — Алтагир) — село,
Радивоновский сельский совет,
Акимовский район,
Запорожская область,
Украина.
Население 166 человек (2001 год).

## Географическое положение
Село Богатырь находится на правом берегу Молочного лимана в 3-х км ниже по течению от места впадения в него реки Тащенак.
Село окружено лесным массивом урочище Богатырское лесничество (дуб, сосна).

## История
- Село известно с 1848 года под названием Алтагир, что в переводе с тюркского означает «шесть лошадей».
- В 1899 году вблизи села было заложено Алтагирское лесничество.
- В 1945 году село было переименовано в Богатырь[2].

## Экономика
В Богатыре работает ряд детских оздоровительных лагерей и баз отдыха:
- ДОЛ «Аист»
- ДОЛ «Алый парус»
- БО «Весна» Архивная копия от 15 марта 2012 на Wayback Machine
- ДОЛ «Волна» Архивная копия от 16 марта 2011 на Wayback Machine
- ДОЛ «Восток-1» Архивная копия от 13 мая 2013 на Wayback Machine
- ДОЛ «Кристалл»
- Лагерь им. Ю. А. Гагарина
- Лагерь им. В. В. Терешковой Архивная копия от 4 марта 2016 на Wayback Machine
- ДОЛ «Лісова пісня» Архивная копия от 2 февраля 2013 на Wayback Machine
- ДОЛ «Маяк»
- ДОЛ «Меркурий»
- ДОЛ «Орлёнок»
- ДОЛ «Рассвет»
- ДОЛ «Солнечный»
- ДОЛ «Чайка»[4]
- ДОЛ «Юность»

## Достопримечательности

### Молочный лиман
Молочный лиман является основой рекреационной индустрии Богатыря. Глубина лимана в Богатыре невелика, он быстро прогревается солнцем, в нём отсутствуют шторма. Это делает Богатырь особенно привлекательным местом для отдыха детей. Также в лимане имеются выходы реликтовой сероводородной грязи и голубой глины, применяемых в лечебных целях. Из-за происходящего в последние десятилетия обмеления, Молочный лиман заметно отступил от старой береговой линии.

### Алтагирское лесничество
Лесничество находится к западу и к югу от села. Его площадь составляет 1100 га. С 1974 года оно имеет статус общезоологического заказника. В заказнике охраняются искусственно созданные среди степи лесные насаждения с фауной. Здесь произрастают сосна, акация белая, шелковица белая и чёрная, дуб, ясень. У берегов лимана растут тамарикс и лох узколистный. Встречаются и некоторые виды растений, занесённые в Красную книгу Украины. Основные представители фауны заказника — заяц-русак и косуля, но также обитают лисица, куница, дикая свинья, гнездятся птицы.
- Дорога к Молочному лиману в Алтагирском лесничестве
- Берег Молочного лимана
- Памятник жертвам ВОВ
- Вид на Молочный лиман
- Здание лесничества